# ژوتیتسه
ژوتیتسه (به صربی: Žutice) یک منطقهٔ مسکونی در صربستان است که در راشکا واقع شده‌است. ژوتیتسه ۲۲۴ نفر جمعیت دارد.